# (6554) Takatsuguyoshida
(6554) Takatsuguyoshida est un astéroïde de la ceinture principale.

## Description
(6554) Takatsuguyoshida est un astéroïde de la ceinture principale. Il fut découvert le 28 octobre 1989 à Kani par Yoshikane Mizuno et Toshimasa Furuta. Il présente une orbite caractérisée par un demi-grand axe de 2,19 UA, une excentricité de 0,22 et une inclinaison de 4,1° par rapport à l'écliptique.

## Compléments